# Agró goliat

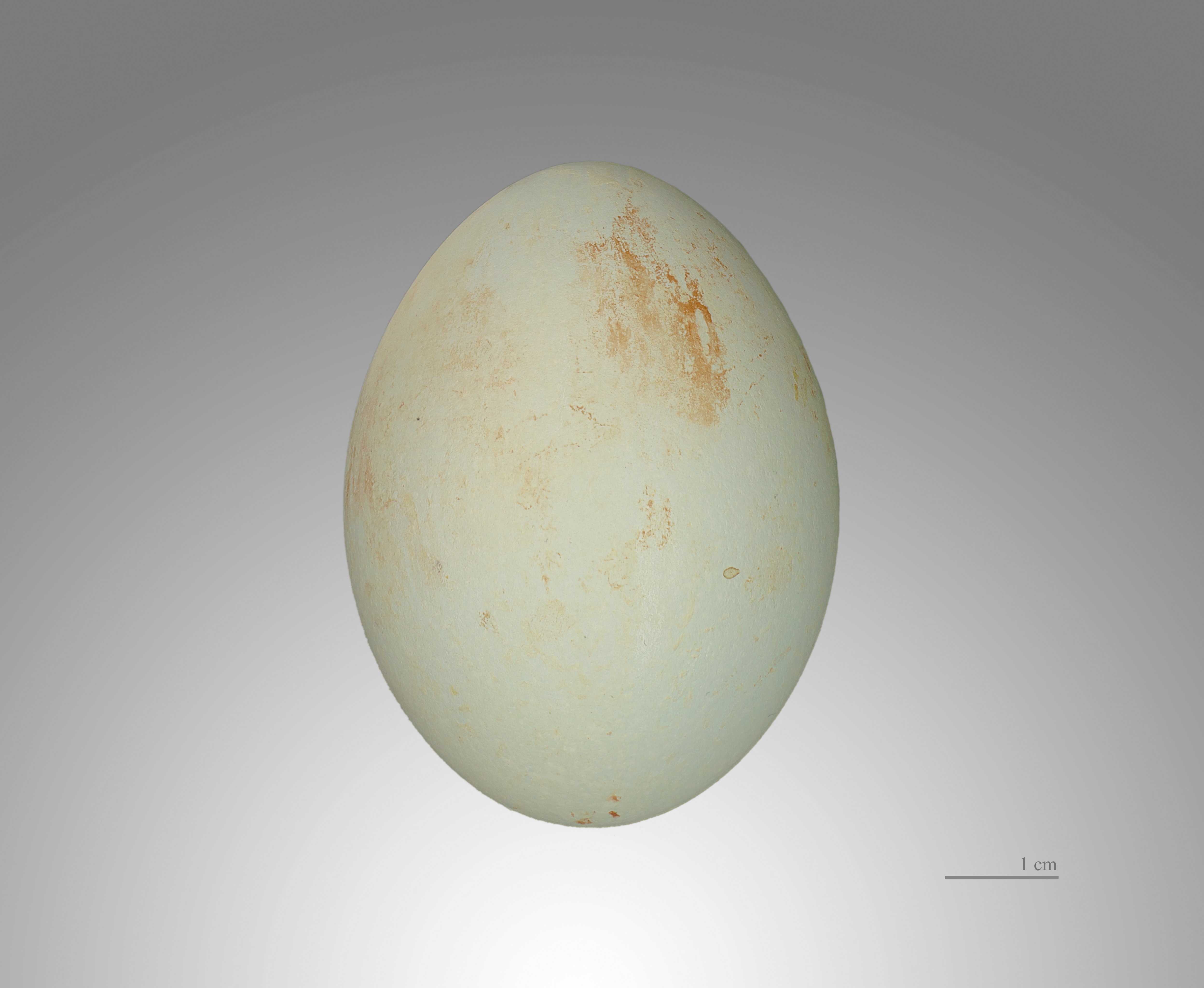
Ardea goliath

L'agró goliat Ardea goliath és una espècie d'ocell de la família dels ardèids (Ardeidae) que habita llacs, aiguamolls, pantans, manglars i costes de gairebé tota l'Àfrica subsahariana excepte les zones àrides del sud-oest.